# Frederik Vilhelm 3. af Slesvig-Holsten-Sønderborg-Beck
Frederik Vilhelm 3. af Slesvig-Holstein-Sønderborg-Beck (født 4. november 1723, død 6. maj 1757) var den sjette titulære hertug af Slesvig-Holsten-Sønderborg-Beck fra 1749 til 1757. Han var en af de mange afdelte sønderborgske hertuger og gjorde karriere i det preussiske militær, hvor han blev oberst og amtmand i Brandenburg an der Havel.
Han var søn af Frederik Vilhelm 2. af Slesvig-Holsten-Sønderborg-Beck og Ursula Anna von Dohna-Schlobitten. Ved faderens død arvede han titlen som hertug af Slesvig-Holsten-Sønderborg-Beck. Han blev oberst og regimentschef i den preussiske hær. Han faldt i 1757 under Slaget ved Prag i Syvårskrigen.
Da han døde ugift og uden arvinger, blev han efterfulgt som hertug af sin farbror Karl Ludvig.

## Eksterne links
- Hans den Yngres efterkommere Arkiveret 24. oktober 2020 hos  Wayback Machine